# 紙屋町停留場
紙屋町停留場（日语：／ Kamiya-cho teiryūjō */?），又稱紙屋町電車站，是位於廣島縣廣島市中區，屬於廣島電鐵的一組電車站。可分為「紙屋町東停留場」（車站編號M07）及「紙屋町西停留場」（車站編號M08）。
在廣島電鐵的系統中，東站和西站屬同一站區，過往在制定車站編號時，兩站均以「M9」標示，但當「站前大橋線」於2025年8月3日開通時，兩站在重新編號時被分配不同的編號。

## 概要
本站是由從廣島站前途經廣島市中心前往廣電西廣島站的本線，以及從廣島市中心向南延伸至廣島港的宇品線2路線相交的電車站（轉乘電車站）。當中，宇品線以此電車站為起點。電車站是位於廣島市幹線道路，相生通和鯉城通相交的紙屋町路口位置，位處於繁華市區中。在路口東西兩方均設有乘車處，東邊的乘車處名為「紙屋町東（停留場）」（日语：／），西邊的乘車處名為「紙屋町西（停留場）」（日语：／）。在旅客資訊上，紙屋町停留場會再劃分為上述兩座電車站，但是正式情況下，紙屋町停留場視作為一座電車站（在《鐵道要覽》中，兩邊的乘車處會視為同一個電車站，名為「紙屋町（停留場）」）。在營業距離中，兩邊的乘車處也視作同一電車站，以「紙屋町停留場」計劃乘車距離。在車站編號方面，兩邊乘車處均為「M9」。
此電車站在1912年（大正元年）11月23日啟用。原本在旅客資訊上，兩方乘車處都是稱為「紙屋町」（在本線向東西兩方行走的２、６系統中，當電車離開（第一座）「紙屋町」後，會廣播「下一次是紙屋町」）。在2001年（平成13年）11月1日起，東西兩方的乘車處分別稱為「紙屋町東」和「紙屋町西」。
此電車站是廣島電鐵指定電車轉乘站之一。在此電車站可轉乘不同方向的電車。除了紙屋町東、紙屋町西兩電車站外，南邊的宇品線本通停留場以視作同一電車轉乘站。三座電車站可互相前往轉乘電車。

## 電車站構造

### 紙屋町東停留場
座落於紙屋町交差點的東側，鄰近紙屋頂1丁目2與基町11丁目。

#### 月台配置
| 月台                                            | 路線                                           | 上下行 | 方向                                                               | 備註                   |
| ----------------------------------------------- | ---------------------------------------------- | ------ | ------------------------------------------------------------------ | ---------------------- |
| （相生通靠向廣島 Train Vert 大廈／紙屋町1丁目） |                                                | 下行   | 日赤醫院前、廣電前（加班車和出入庫的電車）、宇品二丁目、廣島港方向 | 包含                   |
| （相生通靠向廣島 Train Vert 大廈／紙屋町1丁目） | 廣電西廣島（己斐）、廣電廿日市、廣電宮島口方向 | 下行   |                                                                    |                        |
| （相生通靠向廣島 Train Vert 大廈／紙屋町1丁目） | 江波方向                                       | 下行   |                                                                    |                        |
| （相生通靠向廣島 Train Vert 大廈／紙屋町1丁目） | 只限晚上2班                                    | 下行   |                                                                    |                        |
| （相生通靠向合人社廣島紙屋町大廈／基町11丁目）  |                                                | 上行   | 廣島站方向                                                         |                        |
| （相生通靠向合人社廣島紙屋町大廈／基町11丁目）  |                                                | 上行   | 白島方向                                                           | 只限早上兩班直通白島線 |

#### 使用狀況
根據廣島電鐵上繳國土交通省有關「實施移動等圓滑化相關事宜」（移動等円滑化に関する取り組み）報告中，本站與紙屋町西的使用人數是分開計算的，並且歸入「本線、宇品線」內：
| 乘降人員推算 | 乘降人員推算     | 乘降人員推算   |
| 年度         | 1日平均 乘降人次 | 出處           |
| ------------ | ---------------- | -------------- |
| 2021         | 5,392            | [ 廣電統計 1 ] |
| 2022         | 6,199            | [ 廣電統計 2 ] |
| 2023         | 6,506            | [ 廣電統計 3 ] |
| 2024         | 6,454            | [ 廣電統計 4 ] |

而根據《廣島市統計書》，紙屋町東停留場在1999年1日平均上下車人次為9,369人。

#### 相鄰車站
廣島電鐵
直通■宇品線
 快速班次（每朝單向下行兩班，試驗至2025年12月31日，自本站起改為各站停車）
八丁堀（M05）－紙屋町東（M07）－本通（U01）
 普通班次
立町（M06）－紙屋町東（M07）－本通（U01）
■本線
、（早上及晚上特別班次）
立町（M06）－紙屋町東（M07）－紙屋町西（M081）

### 紙屋町西停留場
座落於紙屋町交差點的西側，鄰近紙屋頂2丁目1與基町6丁目。

#### 月台配置
| 月台                                      | 路線                   | 上下行 | 方向                                           | 備註                       |
| ----------------------------------------- | ---------------------- | ------ | ---------------------------------------------- | -------------------------- |
| （相生通靠向愛電王廣島總館／紙屋町2丁目） |                        | 下行   | 廣電西廣島（己斐）、廣電廿日市、廣電宮島口方向 |                            |
| （相生通靠向愛電王廣島總館／紙屋町2丁目） |                        | 下行   | 廣電西廣島（己斐）方向                         | 只限每日早上及傍晚時間服務 |
| （相生通靠向愛電王廣島總館／紙屋町2丁目） | 江波方向               | 下行   |                                                |                            |
| （相生通靠向愛電王廣島總館／紙屋町2丁目） | 只限晚上2班            | 下行   |                                                |                            |
| （相生通靠向愛電王廣島總館／紙屋町2丁目） | 橫川方向               | 下行   |                                                |                            |
| （相生通靠向崇光／基町6丁目）             |                        | 上行   | 廣島站方向                                     |                            |
| （相生通靠向崇光／基町6丁目）             | （特別班次）           | 下行   | 廣電本社前方向                                 | 只限平日早上8班            |
| （相生通靠向崇光／基町6丁目）             |                        | 下行   | 日赤醫院前、廣電本社前方向                     | 只限每日早上及傍晚時間服務 |
| （相生通靠向崇光／基町6丁目）             | 廣電本社前、廣島港方向 | 下行   |                                                |                            |
| （相生通靠向崇光／基町6丁目）             |                        | 上行   | 白島方向                                       | 只限早上兩班直通白島線     |

#### 使用狀況
根據廣島電鐵上繳國土交通省有關「實施移動等圓滑化相關事宜」（移動等円滑化に関する取り組み）報告中，本站與紙屋町東的使用人數是分開計算的，並且歸入「本線」內：
| 乘降人員推算 | 乘降人員推算     | 乘降人員推算   |
| 年度         | 1日平均 乘降人次 | 出處           |
| ------------ | ---------------- | -------------- |
| 2021         | 11,892           | [ 廣電統計 1 ] |
| 2022         | 13,157           | [ 廣電統計 2 ] |
| 2023         | 13,681           | [ 廣電統計 3 ] |
| 2024         | 13,306           | [ 廣電統計 4 ] |

而根據《廣島市統計書》，紙屋町西停留場在1999年1日平均上下車人次為19,352人。

#### 相鄰車站
廣島電鐵
■本線

紙屋町東（M07）－紙屋町西（M08）－原子彈爆炸遺址前（M09）
直通■宇品線
（特別班次）
原子彈爆炸遺址前（M09）－紙屋町西（M08）－本通（U01）

## 歷史
- 1912年：

- 11月23日：本線廣島站前至櫓下之間，以及宇品線紙屋町至御幸橋之間竣工。廣島站前至紙屋町至御幸橋的區間開始營業。此站啟用，當時電車站名為紙屋町停留場。
- 12月8日：本線紙屋町至櫓下之間開始營業。
- 在電車站啟用當初，本線和宇品線的路線已經形成了三角線，而電車站是位於三角線內側，於路口中央處設有乘車處。在該處設有鐵路信號機和轉轍器操作裝置。

- 1945年：

- 8月6日：廣島市被投下原子彈，車站暫停營業。
- 9月7日：本線左官町～本站～八丁堀之間重開。
- 9月12日：宇品線紙屋町至電鐵前之間重開。

- 1946年1月7日：隨紙屋町路口的轉轍器修復，本線與宇品線之間的直通運輸班次重開[10]。
- 日期不詳：乘車處由路口中央遷移至路口東西兩方。
- 2001年11月1日：紙屋町停留場的東邊乘車處改名為「紙屋町東停留場」，西邊乘車處改名為「紙屋町西停留場」[11][12]。
- 2003年4月20日：成為指定電車轉乘站[13]。

## 電車站周邊

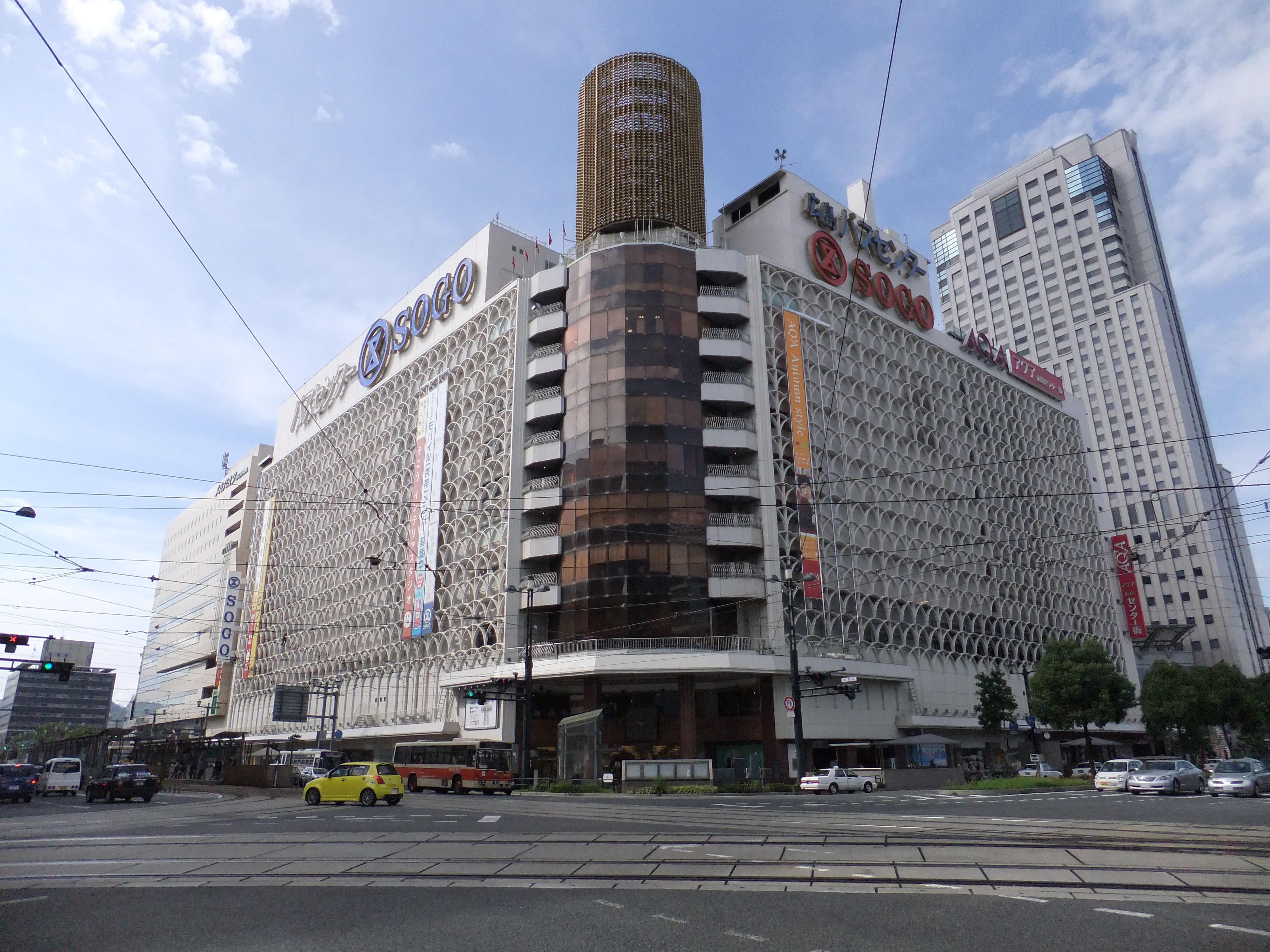
崇光廣島店、廣島巴士中心

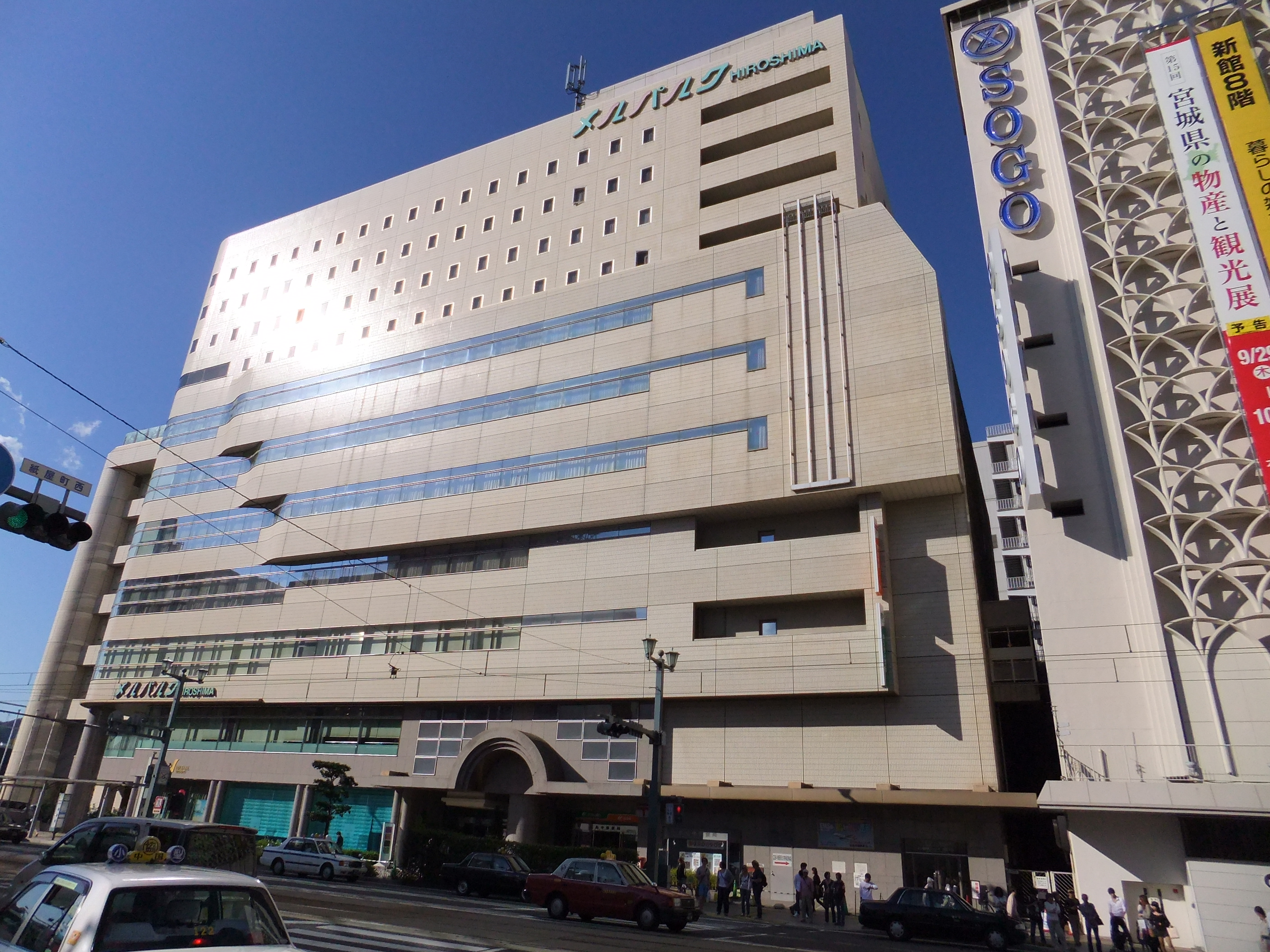
Mielparque廣島、廣島中郵局

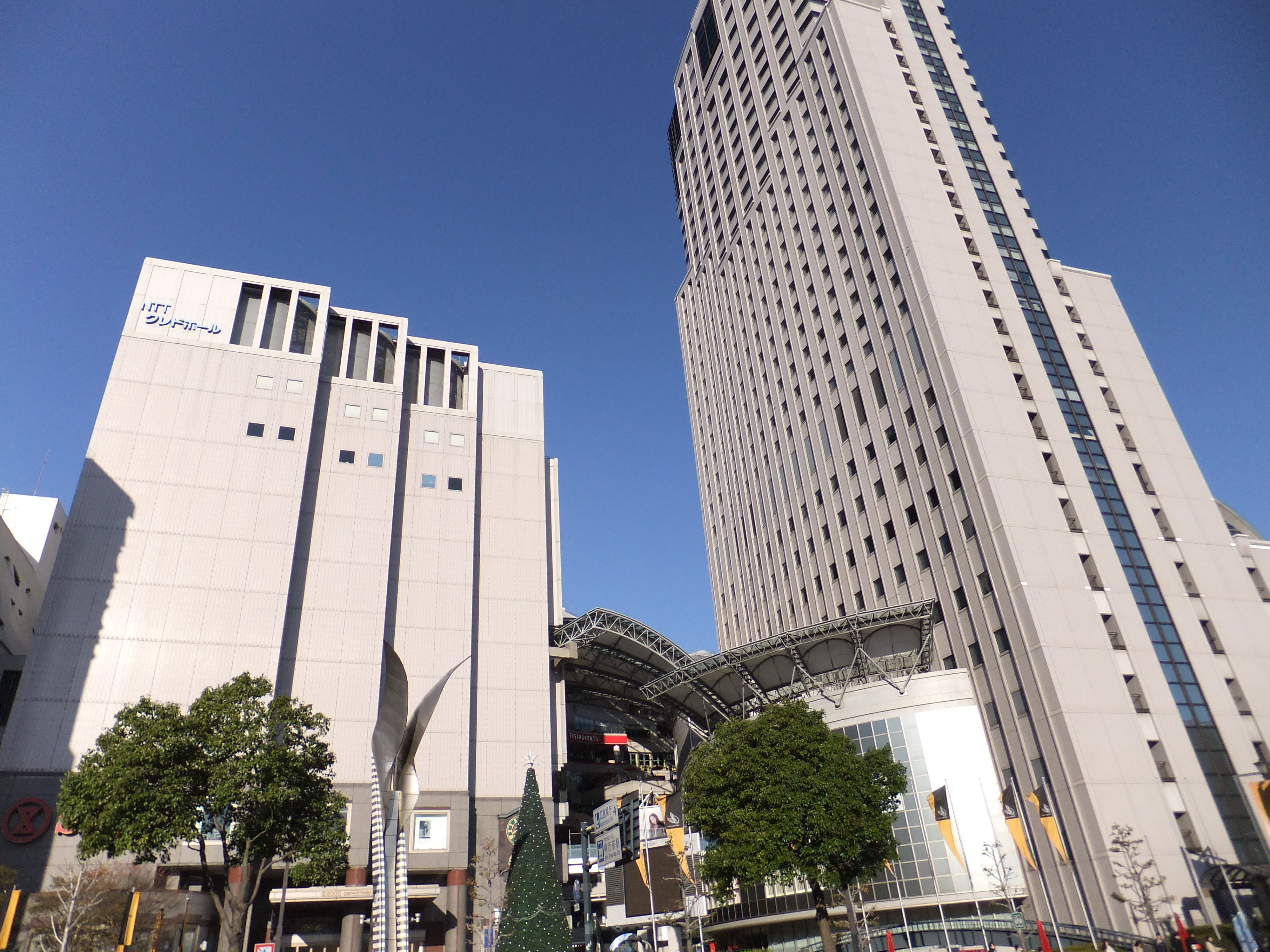
基町Credo、廣島麗嘉皇家酒店

此電車站位於紙屋町路口，為相生通和鯉城通的交界。在此電車站啟用前，相生通原本是廣島城的外護城河，鯉城通原本是從外護城河前往廣島灣的西堂川（運河）。在開始建設電車時，同時建設了道路。
在紙屋町停留場建成後，紙屋町路口成為了周邊市內交通的重要據點。當中，於路口附辺設有許多金融機構設施，形成了商業區。取代了原來位於大手町通的金融中心。但是，當時紙屋町路口北邊一帶為軍事用地（西練兵場等），因此該該路口實際上是三岔口，而不是可往東西南北通行的十字路口。在第二次世界大戰後，軍事用地釋放給民間使用。在1949年（昭和24年），從路口向北前往廣島城內護城河方向的道路開通（該道路被稱為「麥克阿瑟道路」）。
該路口為國道重要據點。向南北延伸的鯉城通是國道54號（國道191號重疊區間）的一部分。向東西延伸的相生通中，西方向是國道183號（國道261號重疊區間），東方向是廣島縣道164號廣島海田線（舊國道2號）。
在路口地底設有紙屋町Shareo地下街和停車場。在地下街設有通道連接電車站。

### 北邊
- Astram線 縣廳前站
- 廣島縣廳舍（日语：広島県庁舎）
- 廣島市立廣島市民醫院（日语：広島市立広島市民病院）
- 廣島中心大廈、基町Credo（日语：基町クレド）
  - 廣島巴士中心（日语：広島バスセンター）
  - 崇光廣島店（日语：そごう広島店）
  - Aq'a廣島中心街（日语：アクア広島センター街）
  - pacela
  - 廣島麗嘉皇家酒店（日语：リーガロイヤルホテル広島）
- 廣島中郵局（日语：広島中郵便局）
  - Mielparque廣島（日语：メルパルク広島）
- 廣島市中央公園
  - 廣島縣立綜合體育館（日语：広島県立総合体育館）（廣島綠色競技場）
  - 廣島市立中央圖書館（日语：広島市立中央図書館）
  - 廣島美術館

### 南邊
- 廣島本通商店街（日语：広島本通商店街）
- 廣島市中之棚商店街（日语：広島市中の棚商店街）
- 袋町裏通（日语：袋町裏通り）
- 廣島特蘭維爾大廈（舊廣電大廈）
- 廣島銀行總部
- 紅葉銀行廣島分店
- 三井住友銀行廣島分店
- EDION廣島本店（日语：エディオン広島本店） 本館、新館
- SUNMALL（日语：サンモール）
- 廣島縣民文化中心（鯉城會館）
- 安利美特大廈

### 附注
1. ↑  廣島電鐵將紙屋町東、紙屋町西組合為同一組別處理。實際與立町的距離約為250米。
2. 1 2  紙屋町東與紙屋町西之間的實際距離為約150米。
3. ↑  廣島電鐵將紙屋町東、紙屋町西組合為同一組別處理。實際與原爆遺址前的距離約為250米。

### 統計資料
1. 1 2  2021年度 移動等円滑化取組報告書（軌道停留場），第3頁。
2. 1 2  2022年度 移動等円滑化取組報告書（軌道停留場），第3頁。
3. 1 2  2023年度 移動等円滑化取組報告書（軌道停留場），第3頁。
4. 1 2  2024年度 移動等円滑化取組報告書（軌道停留場），第3頁。

## 外部連結
- 廣島電鐵紙屋町東站（页面存档备份，存于）（日語）
- 廣島電鐵紙屋町西站（页面存档备份，存于）（日語）
- 廣島戰前的風景 （页面存档备份，存于）（日語） - 中國放送（RCC）。設有戰前的影像。